# رویال ایر
رویال ایر (به انگلیسی: Royal Air) یک شرکت هواپیمایی است. دفتر مرکزی رویال ایر در کوتونو، بنین واقع شده‌است و قطب این شرکت هواپیمایی در فرودگاه کژیون قرار دارد.